# Konrad I. von Frankenstein
Konrad I. von Frankenstein (* auf Burg Breuberg; † 1264 auf Burg Frankenstein im Odenwald) war unter dem Namen Konrad II. Reiz von Breuberg der wahrscheinliche Erbauer der Burg Frankenstein im Odenwald und verheiratet mit Elisabeth von Weiterstadt. Es wird jedoch angenommen, dass am Platz der heutigen Burg bereits zuvor zumindest ein Herrensitz im Besitz der Familie bestanden hat.
Konrad II. Reiz von Breuberg entstammte dem alten Dynastengeschlecht der Herren von Breuberg von der Burg Breuberg und dem Ort Breuberg im Odenwaldkreis. Er wird in der ältesten Frankenstein-Urkunde vom  2. Juni 1252 (Franckensteinsches Familienarchiv und hessisches Staatsarchiv in Darmstadt) gemeinsam mit seiner Frau Elisabeth als Conradus dictus Reis de Brueberc namentlich als Vertragspartei genannt und zeichnet super castro in frangenstein. In der Folge nannte er sich Konrad I. von Frankenstein. Seine Nachfahren nannten sich ab diesem Zeitpunkt ebenfalls „Herren von und zu Frankenstein“. Das Geschlecht stellte die Oberherren von Eberstadt (heute zu Darmstadt), Nieder-Beerbach (heute zu Mühltal), Ober-Beerbach (heute zu Seeheim-Jugenheim), Schmal-Beerbach (heute zu Lautertal), Stettbach (heute zu Seeheim-Jugenheim), Allertshofen (heute zu Modautal), Bobstadt (heute zu Bürstadt) und Ockstadt (heute zu Friedberg).
Die späteren Nachkommen verkauften 1662 den von ihm begründeten Besitz an Ludwig VI. der Landgrafschaft Hessen-Darmstadt und verließen den Stammsitz. Deren Nachfahren erwarben sowohl die Herrschaft Ullstadt, einen Ortsteil von Sugenheim, (Mittelfranken) und erbauten das dortige Barockschloss, als auch die Herrschaft Traunegg in Oberösterreich.
Weitere Mitglieder der Familie leben heute in Deutschland, Österreich und den USA.